# Appalachiosaurus
Appalachiosaurus („Appalačský ještěr“) byl rod dravého (teropodního) dinosaura, patřícího do nadčeledi Tyrannosauroidea (jde tedy o vzdáleného příbuzného populárního rodu Tyrannosaurus). Tento dvounohý predátor žil v období pozdní křídy (věk kampán, asi před 77 miliony let) na východě dnešní Severní Ameriky (ostrovní masa Appalačie).

## Popis
Objevená kostra nedospělého jedince měří na délku 6,5 až 7 metrů a patřila jedinci vážícímu přes 600 kilogramů. Dospělci tedy mohli být ještě větší. Dnes jde o nejlépe zachovanou fosilii dravého dinosaura na východě USA. Rod i druh byl v roce 2005 popsán paleontologem Thomasem Carrem a jeho kolegy ve státě Alabama (souvrství Demopolis Chalk). Rodové jméno Appalachiosaurus odkazuje k oblasti Appalachie, kde byl dinosaurus objeven. Druhové jméno A. montgomeriensis je zase připomínkou oblasti Montgomery v Alabamě, odkud nález pochází.

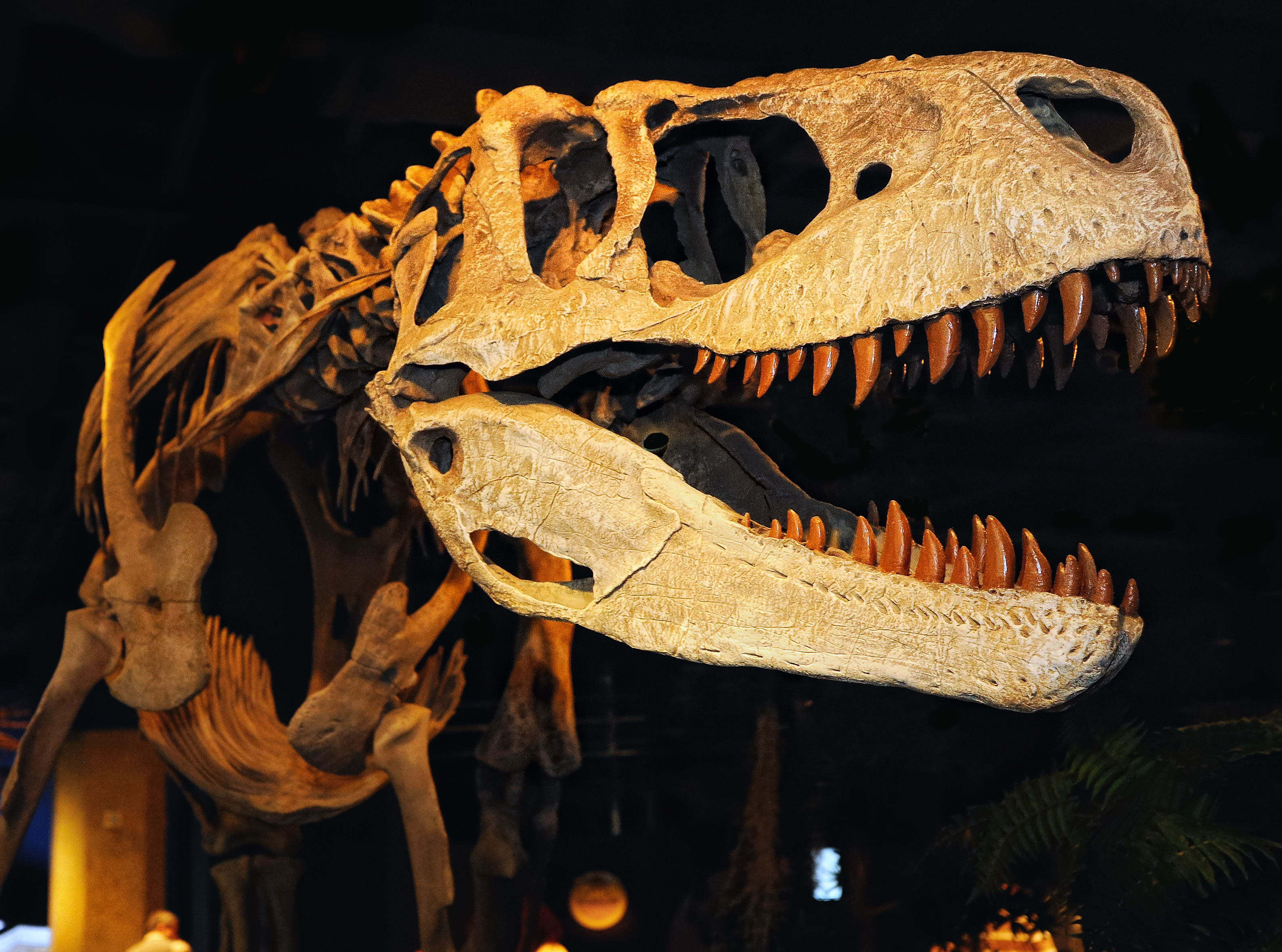
Appalachiosaurus – rekonstrukce lebky

## Kosterní anatomie
Materiál, podle kterého byl tento dravý dinosaurus popsán je značně fragmentarní. Sestává z lebky, spodní čelisti, obratlů, pánve a částí zadních končetin. Zajímavým objevem byl srůst dvou ocasních obratlů, způsobený zřejmě hojením po jakémsi zranění. Stavba předních končetin je neobvyklá především v tom, že na rozdíl od situace u tyranosauridů měli tito teropodi relativně dlouhé a silné paže.